# Kinga Kubicka
Kinga Kubicka (ur. 7 lipca 1984) – polska judoczka.
Była zawodniczka klubów: UMKS Żak Kielce (1996-2004), KS AZS PŚ Kielce (2004-2007), WKS Flota Gdynia (2008-2015). Trzykrotna medalistka zawodów pucharu świata (2005 Mińsk - brąz, Madryt 2005 - brąz, Warszawa 2006 - srebro). Złota medalistka zawodów pucharu Europy w Bratysławie w 2014. Dwukrotna mistrzyni Polski w kategorii do 48 kg (2007, 2013), czterokrotna wicemistrzyni Polski (2010, 2012, 2014, 2015) i sześciokrotna brązowa medalistka mistrzostw Polski (2002, 2004, 2006, 2008, 2009, 2011). Srebrna medalistka igrzysk wojskowych 2015. Brązowa medalistka wojskowych mistrzostw świata 2016 indywidualnie i drużynowo. Trenerka kadry narodowej juniorek. Zawodowa żołnierka.